# Provincia de Taiwán (República Popular China)
La Provincia de Taiwán (en chino tradicional, 臺灣省 o 台灣省; en chino simplificado, 台湾省; pinyin, Táiwān shěng) es un término usado por la República Popular China (RPC) para referirse a Taiwán y sus islas cercanas como una provincia con el fin de crear una región administrativa especial parte del territorio nacional.  
El área reclamada por la RPC incluye la isla entera de Taiwán y sus islotes circundantes incluyendo las islas Pescadores, Quemoy y otras.
La RPC no tiene control real sobre el territorio (a diferencia de Hong Kong y Macao) y aunque es solo un término administrativo es el más ampliamente reconocido a nivel internacional. 
Los medios de comunicación en la RPC se refieran a ella como «Taiwán, China» para acortarlo y para retratar a Taiwán bajo su soberanía, pese a no haberlo estado nunca. 
Este término no incluye los otros territorios controlados efectivamente por la RDC como son las islas Kinmen, Matsu y Wuciou, también las islas Pratas e Itu Aba, que la RPC también reclama como parte de otras provincias.
El estatus político de Taiwán es complejo y el área nunca ha sido controlada por la RPC. Taiwán ha sido controlada por la RDC desde 1945. La RPC se considera a sí misma como el Estado sucesor y la única autoridad legítima de China contra la RDC hasta su fundación en 1949, y considera a Taiwán como parte de la «China indivisible».
No confundir con la provincia de Taiwán reconocida solo por la República de China (RDC), la cual excluye algunos municipios controlados directamente en la isla de Taiwán por la RDC.

## Divisiones administrativas
Actualmente hay tres tipos de división, existiendo en total 22 divisiones administrativas están directamente gobernadas por el Yuan Ejecutivo, quien regula estas entidades mediante la Ley de Gobierno Local. Según dicha Ley; 
- un lugar con una población de más de 1,25 millones de habitantes puede convertirse en un municipio especial, y
- un lugar con una población de entre 0,5 y 1,25 millones de habitantes puede convertirse en una ciudad.

Los condados con más de 2 millones de habitantes pueden otorgar algunos privilegios adicionales en la autonomía local que se diseñó para los municipios especiales.
|  | Nombre             | Chino  | Pinyin    | Pe̍h-ōe-jī    | Cantidad |
|  | ------------------ | ------ | --------- | ------------ | -------- |
|  | Municipio especial | 直轄市 | zhíxiáshì | ti̍t-hat-chhī | 6        |
|  | Ciudad provincial  | 市     | shì       | chhī         | 3        |
|  | Condado            | 縣     | xiàn      | koān         | 13       |